# François-Vincent Raspail

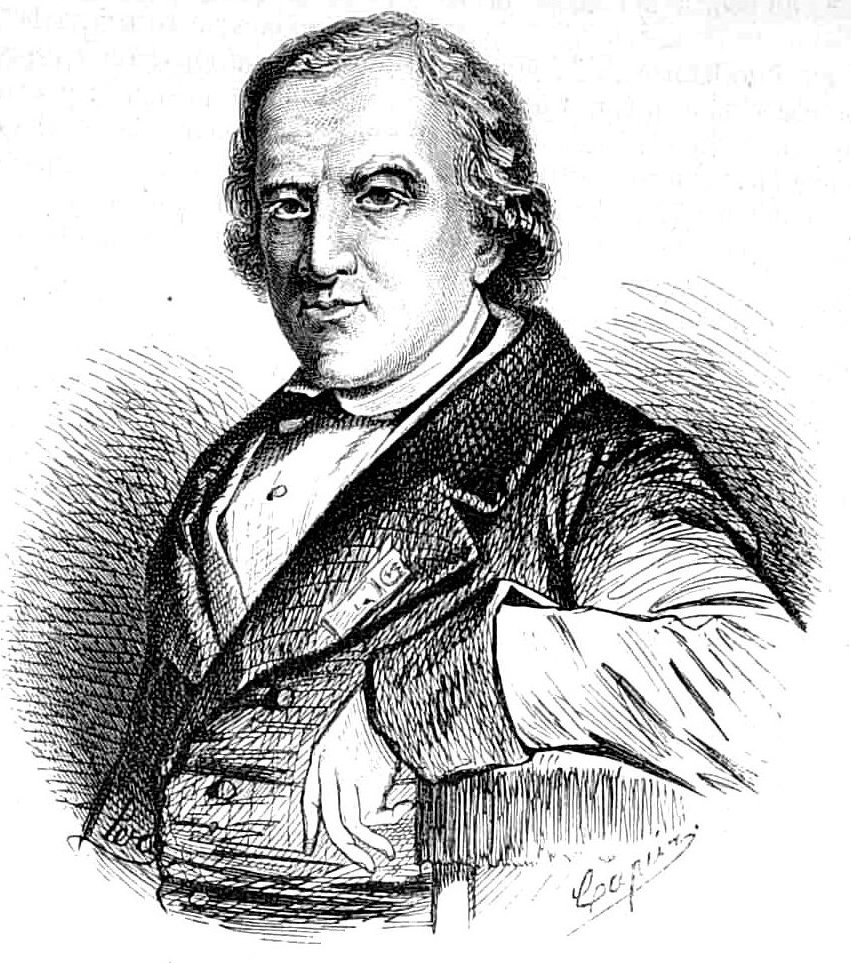
François-Vincent Raspail

François-Vincent Raspail, född 29 januari 1794 i Carpentras, departementet Vaucluse, död 29 januari 1878 i Arcueil, departementet Val-de-Marne, var en fransk naturforskare och politiker. 
Raspail ägnade sig först åt teologin, men övergav detta studium och blev lärare i latin vid en skola i sin födelsestad. Från denna plats avsattes han vid restaurationen 1815, begav sig till Paris och levde där som privatlärare, men fann likväl tid att studera juridik och framför allt naturvetenskap, varjämte han med iver deltog i de dåtida politiska rörelserna. 
Raspail gjorde sig bemärkt genom sina vetenskapliga arbeten (bland annat Mémoires sur la famille des Graminées, 1825; Recherches chimiques et physiologiques, 1826; Mémoires sur la structure intime des tissus de nature animale, 1827, 1828; Nouveau système de chimie organique, 1833; Nouveau système de physiologie végétale, 1837) och föreslogs 1833 av franska vetenskapsakademien till erhållande av det stora Monthyonska priset. Men ministern vägrade bifalla detta förslag, på grund av Raspails radikala åsikter. 
Raspail, som deltagit i julirevolutionen och därvid sårats, uppsatte 1834 en liberal tidning, "Le réformateur", som dock upphörde redan följande år, emedan han av politiska skäl fängslades. Då lämnade han för en tid politiken, uttänkte ett nytt terapeutiskt system, i vilket kamfern ingick som ett mycket viktigt läkemedel (Histoire naturelle de la santé et de la maladie, 1843), och fick snart stor praktik, som han skötte utan någon betalning. Samtidigt utgav han en populär framställning av sin läkemetod (Médecine et pharmacie domestiques, 1845, ny upplaga varje år intill 1879; på svenska: "F.V. Raspail's nya läkemethod eller theoretisk och praktisk anwisning att sjelf behandla de flesta botliga sjukdomar och wid de obotliga och kroniska åtminstone förskaffa sig största möjliga lindring, samt att sjelf bereda enkla, billiga och bepröfwade läkemedel efter den nya methoden", 1856, fjärde upplagan 1870). 
Vid februarirevolutionen uppträdde Raspail åter på den politiska arenan, uppsatte tidningen "L'ami du peuple", men arresterades inom kort och dömdes till sex års fängelse, vilket straff 1853 byttes till landsförvisning. Från denna återkom han 1863, invaldes i lagstiftande kåren 1869 och dömdes 1874 till ett års fängelse för en pressförbrytelse. Han valdes på nytt 1876 till deputerad och öppnade som ålderspresident kammarens förhandlingar. Av hans övriga skrifter bör nämnas Histoire naturelle des ammonites et des térébratules (1866), Prévision du temps. Almanach météorologique (1865–77) och Réforme pénitentiaire. Lettres sur les prisons de Paris (1839).